# سینوس‌های سیاهرگی سخت‌شامه
سینوس‌های سیاهرگی سخت‌شامه یا جــِیب‌های سیاهرگی سخت‌شامه (انگلیسی: Dural venous sinuses) مجاری عریضی برای خون سیاهرگی هستند که یک سامانهٔ پیوندی در بین لایه‌های سخت‌شامه مغز تشکیل می‌دهند و CSF را از مغز گرفته و به داخل سیاهرگ‌های فرق سر یا سیاهرگ‌های عمقی قاعده جمجمه می‌ریزند.

## نگارخانه

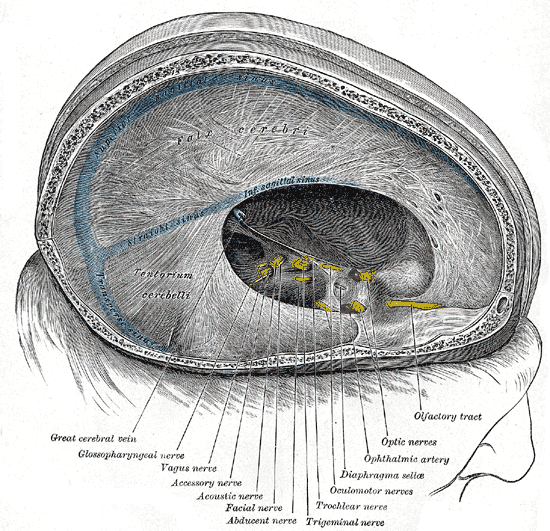
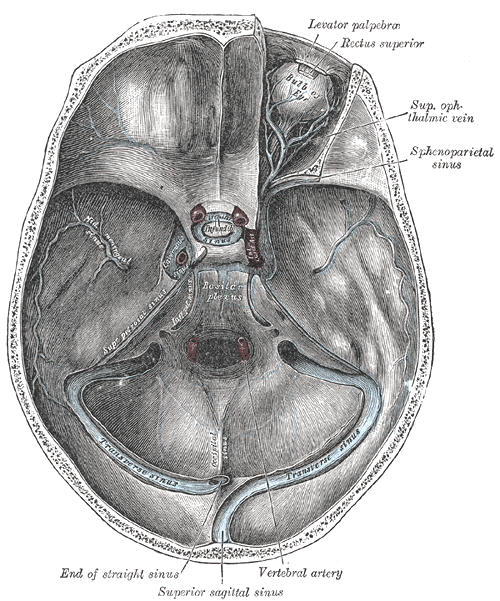